# Мухавка (зупинний пункт)
Му́хавка — пасажирський залізничний зупинний пункт Тернопільської дирекції Львівської залізниці на неелектрифікованій лінії Біла-Чортківська — Стефанешти між станціями Ягільниця (1 км) та Товсте (9 км). Розташований поблизу однойменного села Чортківського району Тернопільської області.

## Пасажирське сполучення
На зупинному пункті Мухавка станом на 2019 рік зупинялися дві пари приміських поїздів сполученням Тернопіль — Заліщики. Наразі пасажирське сполучення припинене на невизначений термін.